# Occidenchthonius thaleri
Espèce
Synonymes
- Chthonius thaleri Gardini, 2009

Occidenchthonius thaleri est une espèce de pseudoscorpions de la famille des Chthoniidae.

## Distribution
Cette espèce est endémique d'Italie. Elle se rencontre en Vénétie à Arquà Petrarca dans les monts Euganéens et en Frioul-Vénétie Julienne à Duino-Aurisina dans la grotte Grotta delle Radici.

## Description
Le mâle holotype mesure 1,35 mm et les femelles de 1,45 à 1,55 mm.

## Étymologie
Cette espèce est nommée en l'honneur de Konrad Thaler.

## Publication originale
- Gardini, 2009 : Chthonius thaleri, a new endogeic species from Venetia, Italy (Pseudoscorpiones: Chthoniidae). Contributions to Natural History (Bern), vol. 12, no 2, p. 545-550.